# Coupe d'Angleterre de football 1971-1972
Navigation
Coupe d'Angleterre 1970-1971 Coupe d'Angleterre 1972-1973
La Coupe d'Angleterre de football 1971-1972 est la 91e édition de la Coupe d'Angleterre de football et marque le centenaire de cette compétition. Leeds United remporte sa première Coupe d'Angleterre de football au détriment d'Arsenal sur le score de 1-0 au cours d'une finale jouée dans l'enceinte du stade de Wembley à Londres. La victoire de Leeds fait suite à deux défaites en finale pour le club, lors des éditions 1965 et 1970.

## Quatrième tour
|           | Équipe 1          | Score | Équipe 2          | Date            |
| --------- | ----------------- | ----- | ----------------- | --------------- |
| 1         | Liverpool FC      | 0–0   | Leeds United      | 5 février 1972  |
| rejoué    | Leeds United      | 2–0   | Liverpool FC      | 9 février 1972  |
| 2         | Preston North End | 0–2   | Manchester United | 5 février 1972  |
| 3         | Reading FC        | 1–2   | Arsenal FC        | 5 février 1972  |
| 4         | Leicester City    | 0–2   | Orient            | 5 février 1972  |
| 5         | Derby County      | 6–0   | Notts County      | 5 février 1972  |
| 6         | Everton FC        | 2–1   | Walsall           | 5 février 1972  |
| 7         | Tranmere Rovers   | 2–2   | Stoke City        | 5 février 1972  |
| rejoué    | Stoke City        | 2–0   | Tranmere Rovers   | 9 février 1972  |
| 8         | Tottenham Hotspur | 2–0   | Rotherham United  | 5 février 1972  |
| 9         | Coventry City     | 0–1   | Hull City         | 5 février 1972  |
| 10        | Portsmouth        | 2–0   | Swansea City      | 5 février 1972  |
| 11        | Millwall          | 2–2   | Middlesbrough     | 5 février 1972  |
| rejoué    | Middlesbrough     | 2–1   | Millwall          | 8 février 1972  |
| 12        | Chelsea FC        | 3–0   | Bolton Wanderers  | 5 février 1972  |
| 13        | Huddersfield Town | 3–0   | Fulham            | 5 février 1972  |
| 14        | Cardiff City      | 1–1   | Sunderland        | 5 février 1972  |
| rejoué    | Sunderland        | 1–1   | Cardiff City      | 9 février 1972  |
| 2d rejoué | Cardiff City      | 3–1   | Sunderland        | 14 février 1972 |
| 15        | Hereford United   | 0–0   | West Ham United   | 9 février 1972  |
| rejoué    | West Ham United   | 3–1   | Hereford United   | 14 février 1972 |
| 16        | Birmingham City   | 1–0   | Ipswich Town      | 5 février 1972  |

## Cinquième tour
|           | Équipe 1          | Score | Équipe 2          | Date            |
| --------- | ----------------- | ----- | ----------------- | --------------- |
| 1         | Derby County      | 2–2   | Arsenal FC        | 26 février 1972 |
| rejoué    | Arsenal FC        | 0–0   | Derby County      | 29 février 1972 |
| 2d rejoué | Derby County      | 0–1   | Arsenal FC        | 13 mars 1972    |
| 2         | Everton           | 0–2   | Tottenham Hotspur | 26 février 1972 |
| 3         | Manchester United | 0–0   | Middlesbrough FC  | 26 février 1972 |
| rejoué    | Middlesbrough     | 0–3   | Manchester United | 29 février 1972 |
| 4         | Huddersfield Town | 4–2   | West Ham United   | 26 février 1972 |
| 5         | Cardiff City      | 0–2   | Leeds United      | 26 février 1972 |
| 6         | Stoke City        | 4–1   | Hull City         | 26 février 1972 |
| 7         | Birmingham City   | 3–1   | Portsmouth        | 26 février 1972 |
| 8         | Orient            | 3–2   | Chelsea FC        | 26 février 1972 |

## Quarts de finale
| 18 mars 1972 | Manchester United | 1 – 1 | Stoke City | Old Trafford, Manchester  |                           |
|              | Best              |       | Greenhoff  | Arbitrage : John Homewood | Arbitrage : John Homewood |

| 18 mars 1972 | Leeds United         | 2 – 1 | Tottenham Hotspur | Elland Road, Leeds      |                         |
|              | Clarke · J. Charlton |       | Pratt             | Arbitrage : Jack Taylor | Arbitrage : Jack Taylor |

| 18 mars 1972 | Birmingham City           | 3 – 1 | Huddersfield Town | St Andrew's, Birmingham   |                           |
|              | Page · Latchford · Hatton |       | Cherry            | Arbitrage : Pat Partridge | Arbitrage : Pat Partridge |

| 18 mars 1972 | Orient | 0 – 1 | Arsenal FC | Brisbane Road, Londres     |                            |
|              |        |       | Ball 49e   | Arbitrage : Bob Matthewson | Arbitrage : Bob Matthewson |

### Match rejoué
| 22 mars 1972 | Stoke City     | 2 – 1 | Manchester United | Victoria Ground, Stoke-on-Trent |                           |
|              | Smith · Conroy |       | Best              | Arbitrage : John Homewood       | Arbitrage : John Homewood |

## Demi-finales
| 15 avril 1972 | Arsenal FC    | 1 – 1 | Stoke City        | Villa Park, Birmingham   |                          |
|               | Armstrong 47e |       | Simpson 65e (csc) | Arbitrage : Keith Walker | Arbitrage : Keith Walker |

| 15 avril 1972 | Leeds United    | 3 – 0 | Birmingham City | Hillsborough, Sheffield       |                               |
|               | Jones · Lorimer |       |                 | Arbitrage : Norman Burtenshaw | Arbitrage : Norman Burtenshaw |

### Match rejoué
| 19 avril 1972 | Stoke City    | 1 – 2 | Arsenal FC               | Goodison Park, Liverpool |                          |
|               | Greenhoff pen |       | George pen · Radford 76e | Arbitrage : Keith Walker | Arbitrage : Keith Walker |

## Finale
| Titulaires : |  |
| |  |
| 1 David Harvey 2 Paul Reaney 3 Paul Madeley 4 Billy Bremner (c) 5 Jack Charlton 6 Norman Hunter 7 Peter Lorimer 8 Allan Clarke 9 Mick Jones 10 Johnny Giles 11 Eddie Gray |  |
| Remplaçants : |  |
| 12 Mick Bates |  |
| Entraîneur : |  |
| Don Revie |  |

| Titulaires : |  |
| |  |
| 1 Geoff Barnett · 2 Pat Rice · 3 Bob McNab · 4 Peter Storey · 5 Frank McLintock (c) · 6 Peter Simpson · 7 George Armstrong · 8 Alan Ball · 9 Charlie George · 10 John Radford 73e · 11 George Graham · |  |
| Remplaçants : |  |
| 12 Ray Kennedy 73e · |  |
| Entraîneur : |  |
| Bertie Mee |  |

| Titulaires : |  |
| |  |
| 1 David Harvey 2 Paul Reaney 3 Paul Madeley 4 Billy Bremner (c) 5 Jack Charlton 6 Norman Hunter 7 Peter Lorimer 8 Allan Clarke 9 Mick Jones 10 Johnny Giles 11 Eddie Gray |  |
| Remplaçants : |  |
| 12 Mick Bates |  |
| Entraîneur : |  |
| Don Revie |  |

| Titulaires : |  |
| |  |
| 1 Geoff Barnett · 2 Pat Rice · 3 Bob McNab · 4 Peter Storey · 5 Frank McLintock (c) · 6 Peter Simpson · 7 George Armstrong · 8 Alan Ball · 9 Charlie George · 10 John Radford 73e · 11 George Graham · |  |
| Remplaçants : |  |
| 12 Ray Kennedy 73e · |  |
| Entraîneur : |  |
| Bertie Mee |  |

| Leeds United | Arsenal |